# Magnisia
Der Regionalbezirk Magnisia (griechisch Περιφερειακή Ενότητα Μαγνησίας Periferiakí Enótita Magnisías) ist einer von fünf Regionalbezirken der griechischen Region Thessalien. Er wurde anlässlich der Verwaltungsreform 2010 aus dem Festlandsgebiet der ehemaligen Präfektur Magnisia gebildet. Proportional zu seinen 177.448 Einwohnern entsendet das Gebiet 12 Abgeordnete in den thessalischen Regionalrat, hat aber keine weitere politische Bedeutung als Gebietskörperschaft. Er gliedert sich in die fünf Gemeinden Almyros, Notio Pilio, Rigas Fereos, Volos und Zagora-Mouresi.

## Gemeinden seit 2011
Seit der Verwaltungsreform 2010 mit Wirkung zum 1. Januar 2011 wurde die Präfektur Magnisia in zwei Regionalbezirke geteilt – die Sporaden bilden einen eigenen Regionalbezirk. Aus den bis dahin bestehenden 26 Gemeinden wurden acht Großgemeinden gebildet, davon gehören fünf zum Regionalbezirk Magnisia und drei zum Regionalbezirk Sporaden.
| Gemeinde       | griechischer Name                                 | Code | Fläche (km²) | Einwohner 2011 | Einwohner 2021 | Lage |  |
| -------------- | ------------------------------------------------- | ---- | ------------ | -------------- | -------------- | ---- |  |
| Volos          | Δήμος Βόλου (Dímos Vólou)                         | 2401 | 385,410      | 144.449        | 139.670        |      |  |
| Almyros        | Δήμος Αλμυρού (Dímos Almyroú)                     | 2402 | 908,393      | 018.614        | 016.072        |      |  |
| Zagora-Mouresi | Δήμος Ζαγοράς-Μουρεσίου (Dímos Zagorás-Mouresíou) | 2403 | 150,679      | 005.809        | 004.562        |      |  |
| Notio Pilio    | Δήμος Νοτίου Πηλίου (Dímos Notíou Pilíou)         | 2404 | 369,498      | 010.216        | 008.274        |      |  |
| Rigas Fereos   | Δήμος Ρήγα Φεραίου (Dímos Ríga Feréou)            | 2405 | 550,257      | 010.922        | 008.870        |      |  |
| Magnisia       | Magnisia                                          |      | 2.364,237    | 190.010        | 177.448        |      |  |